# Deutschland Tour 2007
| Endstand nach der 9. Etappe | Endstand nach der 9. Etappe | Endstand nach der 9. Etappe |
| --------------------------- | --------------------------- | --------------------------- |
| Sieger                      | Jens Voigt                  | 30:57:21 h (41,753 km/h)    |
| Zweiter                     | Levi Leipheimer             | + 1:57 min                  |
| Dritter                     | David López García          | + 2:10 min                  |
| Vierter                     | Leonardo Bertagnolli        | + 3:05 min                  |
| Fünfter                     | Robert Gesink               | + 3:15 min                  |
| Sechster                    | Chris Anker Sørensen        | + 4:06 min                  |
| Siebter                     | Maxime Monfort              | + 5:22 min                  |
| Achter                      | Laurens ten Dam             | + 5:26 min                  |
| Neunter                     | Gustav Erik Larsson         | + 6:08 min                  |
| Zehnter                     | Davide Rebellin             | + 6:16 min                  |
| Punktewertung               | Erik Zabel                  | 98 P.                       |
| Zweiter                     | Gerald Ciolek               | 88 P.                       |
| Dritter                     | Danilo Napolitano           | 62 P.                       |
| Bergwertung                 | Niki Terpstra               | 23 P.                       |
| Zweiter                     | David López García          | 15 P.                       |
| Dritter                     | Jens Voigt                  | 12 P.                       |
| Nachwuchswertung            | Robert Gesink               | 31:00:36 h                  |
| Zweiter                     | Chris Anker Sørensen        | + 0:51 min                  |
| Dritter                     | Maxime Monfort              | + 2:07 min                  |
| Teamwertung                 | Team CSC                    | 93:02:25 h                  |
| Zweiter                     | Discovery Channel           | + 6:23 min                  |
| Dritter                     | Caisse d’Epargne            | + 6:32 min                  |

Die 9. Deutschland Tour war ein Straßenradrennen und fand vom 10. bis 18. August 2007 statt. Sie startete in Saarbrücken, anlässlich des 50-jährigen Jubiläums des Saarlandes als deutsches Bundesland. Die Rundfahrt führte, wie bereits in den Vorjahren, auch wieder durch Österreich. So endete eine Etappe in Sölden im Ötztal. Die Rundfahrt endete nach 1.292,5 km am 18. August in Hannover. Außerdem gab es erstmals seit der Wiedereinführung der Rundfahrt 1999 ein Mannschaftszeitfahren, das die 23 startberechtigten Teams auf der zweiten Etappe in Angriff nahmen.
Das österreichische Professional Continental Team Elk Haus-Simplon klagte seinen Start ein und nahm aufgrund einer einstweiligen Verfügung des Landgerichts Hamburg am Rennen teil.

## Verlauf

### 1. Etappe

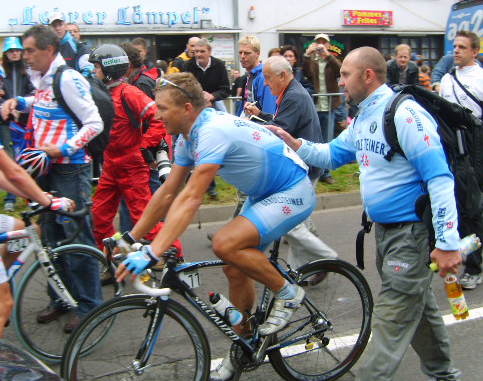
Robert Förster nach dem Sieg auf der ersten Etappe

Auf dem ersten Teilstück rund durch das Saarland und um die saarländische Landeshauptstadt Saarbrücken setzten sich nach 34 gefahrenen Kilometern die drei Ausreißer Maarten den Bakker, Matej Mugerli und Philipp Ludescher ab. Sie vergrößerten ihren Vorsprung schnell und lagen zwischenzeitlich mehr als zehn Minuten vor dem Hauptfeld, ehe dieses unter der Regie der Mannschaften Gerolsteiner, CSC, T-Mobile und Milram die Verfolgung aufnahm. Ludescher musste seine zwei Mitstreiter dann 61 Kilometer vor dem Ziel ziehen lassen, womit nur noch ein Duo an der Spitze des Rennens lag, die aber neun Kilometer vor dem Ziel vom Peloton eingeholt wurden. Im anschließenden Massensprint des Feldes sicherte sich Robert Förster den Tagessieg. Auf den weiteren Plätzen des Tagesklassements folgten Danilo Napolitano und Erik Zabel.
Die Führung in der Gesamtwertung übernahm Tagessieger Robert Förster mit zwei Sekunden Vorsprung auf Maarten den Bakker, der als Ausreißer diverse Zeitgutschriften erhalten hatte. Förster sicherte sich zudem das Punktetrikot und gewann erstmals eine Etappe bei einer Deutschland Tour. In der Bergwertung übernahm Matej Mugerli die Führung sowie in der Nachwuchswertung Philipp Ludescher. Die Mannschaftswertung führte Bouygues Télécom an.

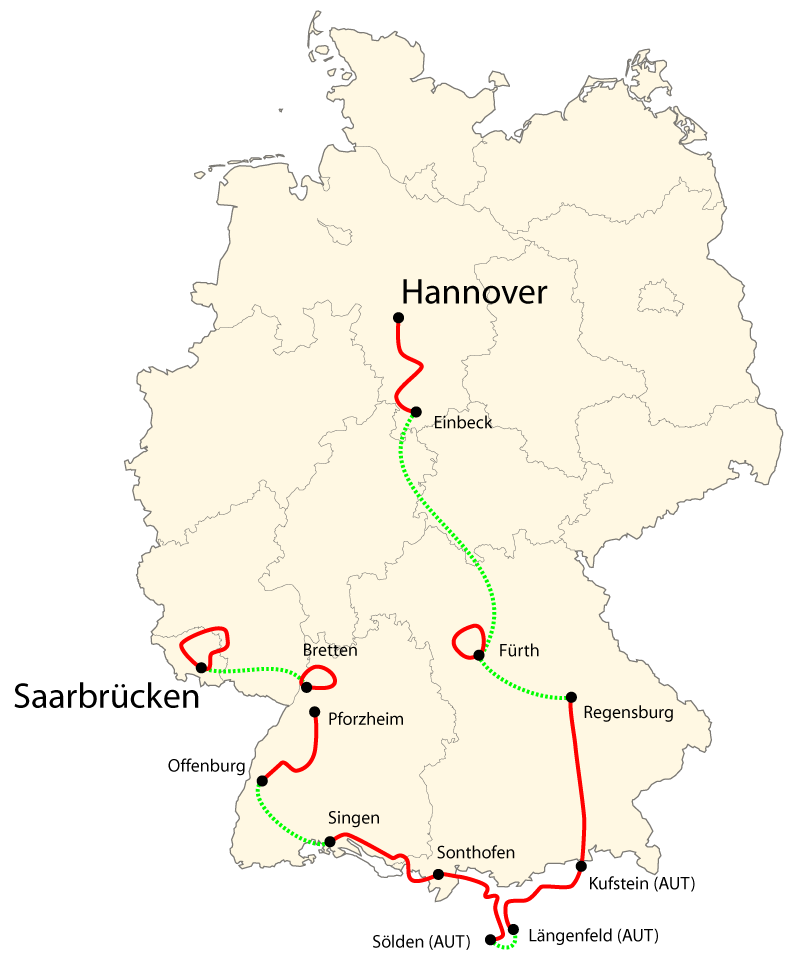
Übersicht der Etappen

### 2. Etappe
Die zweite Etappe, die in einem Mannschaftszeitfahren, dem ersten in der Geschichte der Rundfahrt, rund um das im Kraichgau liegende Bretten ausgetragen wurde, gewann das unter dänischer Lizenz startende Team CSC unter der Führung des amtierenden Zeitfahrweltmeisters Fabian Cancellara. Er und seine sieben Teamkollegen, darunter Vorjahressieger Jens Voigt und der Gesamtzweite des Giro d’Italia Andy Schleck, absolvierten den 42,2 Kilometer langen Kurs, der für ein Mannschaftszeitfahren sehr wellig und selektiv war, in einer Zeit von 51:40 Minuten und lagen am Ende 25 Sekunden vor Discovery Channel mit Levi Leipheimer und 55 Sekunden vor dem Team Gerolsteiner.
In der Gesamtwertung übernahm Jens Voigt die Führung mit einer Sekunde Vorsprung auf seine Mannschaftskollegen, nachdem er auf der ersten Etappe bei einem Zwischensprint eine Zeitbonifikation von einer Sekunde gutgeschrieben bekommen hatte. In der Punkte- und Bergwertung gab es keine Veränderung. Die Führung in der Nachwuchswertung sicherte sich Voigts Teamkollege Andy Schleck, und das Team CSC setzte sich an die Spitze der Mannschaftswertung.

### 3. Etappe

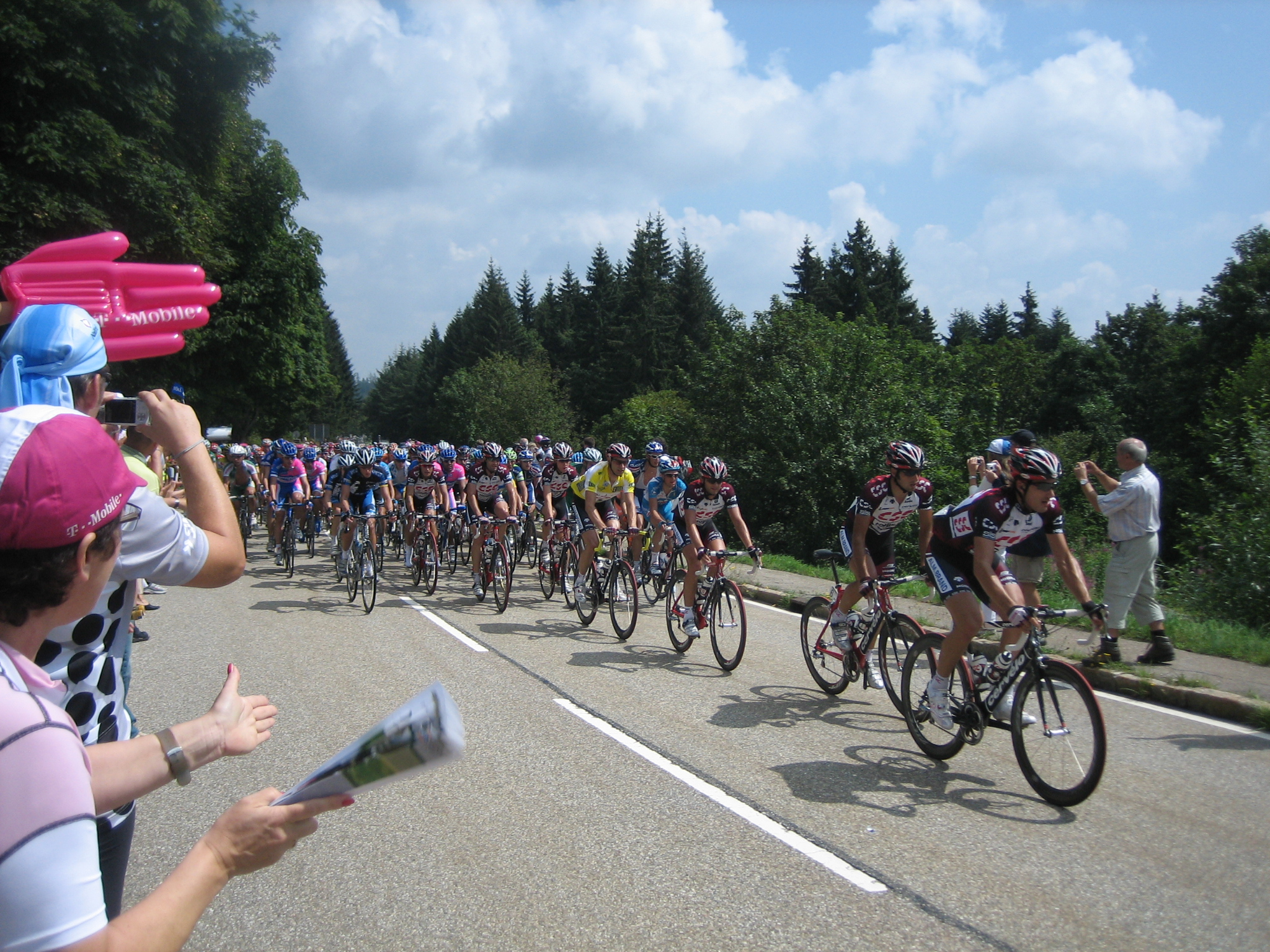
Hauptfeld am Ruhestein mit Jens Voigt in Gelb

Auf der dritten Etappe von Pforzheim nach Offenburg durch den nördlichen Schwarzwald mit zwei Bergwertungen der ersten Kategorie war zunächst ein Ausreißerduo, bestehend aus Niki Terpstra und Christian Leben an der Spitze. Sie hatten sich nach etwa 15 gefahrenen Kilometern auf einer kurzen Abfahrt vom Hauptfeld gelöst und konnten ihren Vorsprung auf ungefähr fünf Minuten ausbauen, ehe das Peloton, in Form des Team CSC, die Verfolgung aufnahm und den Rückstand stabilisierte.
Als es in den ersten Anstieg nach Allerheiligen ging, war der Vorsprung auf 6:30 Minuten angewachsen und Leben konnte dem Tempo seines Mitstreiters Terpstra nicht mehr folgen. Terpstra erreichte den Gipfel bei Allerheiligen mit 30 Sekunden Vorsprung auf Leben und nur noch etwa drei Minuten auf das Hauptfeld. Gleich im Anschluss an die Abfahrt von Allerheiligen folgte der acht Kilometer lange Anstieg zur Zuflucht mit Steigungsprozenten von teilweise 18 Prozent. Dort setzten sich Jon Bru und Matthias Russ, sowie Amaël Moinard vom Feld ab und bildeten kurz nach dem Kulminationspunkt, 45 Kilometer vor dem Ziel, ein neues Führungsquartett mit Terpstra, das etwa 1:15 Minuten Vorsprung auf das inzwischen in zwei Teile zerfallene Feld hatte. Am letzten kleinen Anstieg, zehn Kilometer vor dem Ziel bei Bottenau, fielen dann Terpstra und Bru ins Hauptfeld zurück, während sich hinter dem Führungsduo eine sechsköpfige Verfolgergruppe mit Jens Voigt und Davide Rebellin gebildet hatte. Sie holten das Führungsduo sechs Kilometer vor der Ziellinie ein, wurden aber selbst dann vier Kilometer später vom Hauptfeld eingeholt. Aus diesem heraus sicherte sich Erik Zabel seinen 13. Erfolg im Rahmen der Deutschland Tour vor José Joaquín Rojas Gil und Bradley McGee.
Jens Voigt blieb in der Gesamtwertung an der Spitze, ebenso wie sein Teamkollege Andy Schleck in der Nachwuchswertung und das Team CSC in der Mannschaftswertung. Die Führung in der Punktewertung übernahm Tagessieger Erik Zabel und in der Bergwertung setzte sich Niki Terpstra an die Spitze.

### 4. Etappe
Die vierte Etappe führte die Fahrer über 183,8 km von Singen nach Sonthofen. Erst nach der ersten Sprintwertung bei Rennkilometer 76,1 gelang es zwei Fahrern, sich abzusetzen. Piet Rooijakkers und Mariusz Witecki wurden jedoch kurz vor der zweiten Bergwertung eingeholt. Eine dreiköpfige Spitzengruppe konnte sich am Schlussanstieg absetzen. In Sonthofen kam es schließlich zum Sprint zwischen dem Führungstrio, welchen der Italiener Damiano Cunego vor Davide Rebellin und David López García gewann. Fünf Sekunden später kam die erste Verfolgergruppe mit den Favoriten auf den Gesamtsieg ins Ziel.
Jens Voigt verteidigte sein Gelbes Trikot erfolgreich. Zabel musste sein Sprinttrikot jedoch an Gil abgeben. Die Bergwertung führte weiterhin Niki Terpstra an. Chris Anker Sørensen übernahm das Weiße Trikot von Andy Schleck, der aus der Rundfahrt ausstieg.

### 5. Etappe
Das fünfte Teilstück führte die Fahrer von Sonthofen auf den Rettenbachferner bei Sölden in Österreich. Die Ankunft auf dem Rettenbachferner, 2.631 Meter über NN, war die höchstgelegene Bergankunft der UCI ProTour 2007. Nach 30 Kilometern bildete sich eine erste Ausreißergruppe um den russischen Radprofi Wladimir Jefimkin, deren Vorsprung zeitweise bis zu vier Minuten betrug. Durch die Führungsarbeit des Teams Discovery Channel wurden die Ausreißer eingeholt. Als letzter Ausreißer wurde Jefimkin neun Kilometer vor dem Ziel gestellt. Den Tagessieg sicherte sich David López García, der das Ziel zwölf Sekunden vor dem Gesamtführenden Jens Voigt erreichte. Den dritten Platz belegte der Niederländer Robert Gesink.

### 6. Etappe
Die sechste Etappe führte das Fahrerfeld nach den beiden schweren Etappen der Vortage von Längenfeld nach Kufstein im deutschen Nachbarland Österreich. Nach einem unruhigen Rennbeginn setzten sich bei Rennkilometer 34 Wolfgang Murer und Paul Martens vom Feld ab. Obwohl der Rückstand Martens nur 10:51 auf den Gesamtführenden Jens Voigt betrug, konnte sich das Duo schnell absetzen und baute den Vorsprung auf über acht Minuten aus. Nachdem das Peloton jedoch die Verfolgung aufgenommen hatte, nahm der Vorsprung ebenso schnell wieder ab, ehe sie acht Kilometer vor dem Ziel eingeholt wurden. Im anschließenden Massensprint sicherte sich der ehemalige Deutsche Meister Gerald Ciolek seinen ersten Etappensieg vor Danilo Napolitano und José Joaquín Rojas Gil.
In den Einzelwertungen und der Mannschaftswertung gab es an den Führungspositionen erstmals im Rundfahrtsverlauf keine Veränderungen an den Spitzenpositionen.

### 7. Etappe
Die siebte und zugleich längste Etappe führte die Fahrer aus dem österreichischen Kufstein zurück nach Deutschland. Die 192,2 Kilometer lange Etappe endete in Regensburg. Das Rennen begann unruhig und nach 20 Kilometern konnte sich eine fünfköpfige Spitzengruppe absetzen, deren Mitglied Florian Stalder zwischenzeitlich im virtuellen Gelben Trikot fuhr. Nach über 160 Kilometern Flucht wurden die Ausreißer vor dem Ziel vom Feld, in dem das Team CSC des Gesamtführenden Jens Voigt das Tempo machte, eingeholt. Den Tagessieg im Massensprint konnte Gerald Ciolek vom T-Mobile Team erringen, der bereits am Vortag gewonnen hatte. Er kam vor Erik Zabel und José Joaquín Rojas Gil ins Ziel.
Jens Voigt konnte seinen Vorsprung von 33 Sekunden auf David López García verteidigen.

### 8. Etappe
Die achte Etappe war ein 33,1 km langes Einzelzeitfahren rund um das fränkische Fürth. Den Tagessieg sicherte sich der Gesamtführende Jens Voigt, der im Kampf gegen die Uhr 15 Sekunden vor László Bodrogi ins Ziel kam. Dritter wurde der US-Amerikaner Levi Leipheimer.
Jens Voigt konnte durch seinen Sieg den Vorsprung im Gesamtklassement auf den neuen Gesamtklassement-Zweiten und Tagesdritten Levi Leipheimer, der David López García auf den dritten Platz im Gesamtklassement verdrängte, auf fast zwei Minuten ausbauen. In der Teamwertung eroberte Discovery Channel den zweiten Platz.

### 9. Etappe

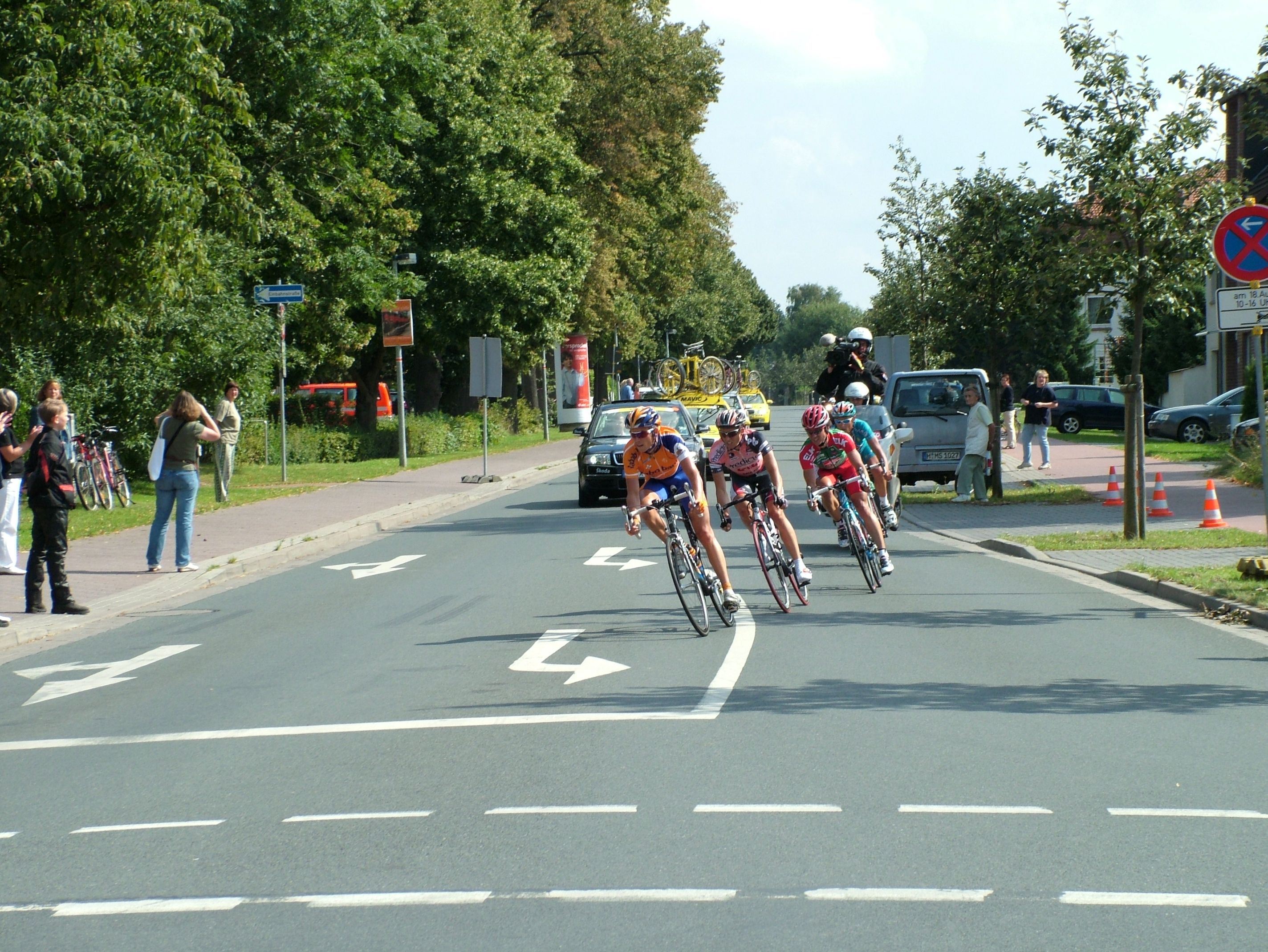
Ausreißergruppe in Pattensen kurz vor der Sprintwertung

Die neunte und letzte Etappe führte über 143 Kilometer von Einbeck nach Hannover. Eine vierköpfige Ausreißergruppe mit Lokalmatador Grischa Niermann konnte kurz nach Beginn der letzten von fünf Runden im Stadtgebiet von Hannover, 8,5 Kilometer vor dem Ziel, gestellt werden. Es kam zum Massensprint, den der T-Mobile-Fahrer Gerald Ciolek für sich entschied. Erik Zabel wurde Zweiter.
Jens Voigt kam zeitgleich als 68. ins Ziel und verteidigte das Gelbe Trikot des Gesamtführenden. Er ist der erste Fahrer in der Rundfahrtsgeschichte, der selbiges zweimal gewinnen konnte. Der erste Triumph war ihm im Jahr zuvor gelungen. Auch in den anderen Wertungen gab es keine Veränderungen mehr. Erik Zabel konnte zum insgesamt siebten Mal die Punktewertung gewinnen. Sein Teamkollege Niki Terpstra sicherte sich die Bergwertung und Robert Gesink gewann die 2006 eingeführte Nachwuchswertung. Das Team CSC erzielte das beste Mannschaftsergebnis.

## Etappen
| Etappen   | Tag        | Start – Ziel                                | km    | Etappensieger      | Gesamtführender |
| --------- | ---------- | ------------------------------------------- | ----- | ------------------ | --------------- |
| 1. Etappe | 10. August | Saarbrücken – Saarbrücken                   | 183,7 | Robert Förster     | Robert Förster  |
| 2. Etappe | 11. August | Bretten (MZF)                               | 042,2 | Team CSC           | Jens Voigt      |
| 3. Etappe | 12. August | Pforzheim – Offenburg                       | 181,8 | Erik Zabel         | Jens Voigt      |
| 4. Etappe | 13. August | Singen – Sonthofen                          | 183,8 | Damiano Cunego     | Jens Voigt      |
| 5. Etappe | 14. August | Sonthofen – Sölden (Rettenbachferner) (AUT) | 157,6 | David López García | Jens Voigt      |
| 6. Etappe | 15. August | Längenfeld (AUT) – Kufstein (AUT)           | 175,0 | Gerald Ciolek      | Jens Voigt      |
| 7. Etappe | 16. August | Kufstein (AUT) – Regensburg                 | 192,2 | Gerald Ciolek      | Jens Voigt      |
| 8. Etappe | 17. August | Fürth (EZF)                                 | 033,1 | Jens Voigt         | Jens Voigt      |
| 9. Etappe | 18. August | Einbeck – Hannover                          | 143,1 | Gerald Ciolek      | Jens Voigt      |

## Trikots im Tourverlauf
Die Tabelle zeigt den Träger des jeweiligen Trikots während der einzelnen Etappe bzw. den Führenden der jeweiligen Gesamtwertung am Abend des Vortags an.
| Etappe    | Gelbes Trikot  | Rotes Trikot           | Gepunktetes Trikot | Weißes Trikot        | Teamwertung      |
| --------- | -------------- | ---------------------- | ------------------ | -------------------- | ---------------- |
| 2. Etappe | Robert Förster | Robert Förster         | Matej Mugerli      | Philipp Ludescher    | Bouygues Télécom |
| 3. Etappe | Jens Voigt     | Robert Förster         | Matej Mugerli      | Andy Schleck         | Team CSC         |
| 4. Etappe | Jens Voigt     | Erik Zabel             | Niki Terpstra      | Andy Schleck         | Team CSC         |
| 5. Etappe | Jens Voigt     | José Joaquín Rojas Gil | Niki Terpstra      | Chris Anker Sørensen | Team CSC         |
| 6. Etappe | Jens Voigt     | José Joaquín Rojas Gil | Niki Terpstra      | Robert Gesink        | Team CSC         |
| 7. Etappe | Jens Voigt     | José Joaquín Rojas Gil | Niki Terpstra      | Robert Gesink        | Team CSC         |
| 8. Etappe | Jens Voigt     | Erik Zabel             | Niki Terpstra      | Robert Gesink        | Team CSC         |
| 9. Etappe | Jens Voigt     | Erik Zabel             | Niki Terpstra      | Robert Gesink        | Team CSC         |
| Sieger    | Jens Voigt     | Erik Zabel             | Niki Terpstra      | Robert Gesink        | Team CSC         |

## Auswirkungen der Dopingdiskussion
Aufgrund der immer wiederkehrenden Dopingfälle im Profiradsport, die die öffentlich-rechtlichen Fernsehsender zuletzt dazu veranlassten die Übertragung der Tour de France abzubrechen, war das Rennen besonders im Hinblick auf den Anti-Doping-Kampf geprägt. Bei der Deutschland Tour 2007 wurden so viele Dopingkontrollen wie noch nie bei diesem Rennen durchgeführt. Zum ersten Mal wurde das Kontrollsystem der Chaperons durchgehend angewendet. Diese Aufsichtspersonen begleiten die Radprofis nach der Zieldurchfahrt bis zur Dopingkontrolle.